# Anna Wood (Schauspielerin)
Anna Wood (* 30. Dezember 1985 in Mount Airy, North Carolina) ist eine US-amerikanische Schauspielerin.

## Leben und Karriere
Wood übernahm ab dem Jahr 2010 erste Rollen in Filmen wie Nice Guy Johnny und Chronicle – Wozu bist du fähig?. Von Juni bis September 2014 war sie in einer Hauptrolle in der Fernsehserie Reckless zu sehen.
Seit Juni 2012 ist Anna Wood mit dem Schauspieler Dane DeHaan verheiratet.

## Filmografie (Auswahl)
- 2010: Nice Guy Johnny
- 2011: Negative Space
- 2012: Chronicle – Wozu bist du fähig? (Chronicle)
- 2013: Deception (Fernsehserie, 6 Folgen)
- 2014: Reckless (Fernsehserie, 13 Folgen)
- 2014–2015: Madam Secretary (Fernsehserie, 3 Folgen)
- 2015: The Following (Fernsehserie, 3 Folgen)
- 2016: Falling Water (Fernsehserie, 9 Episoden)